# Beekestadion
Das Beeke-Stadion oder auch Beekestadion ist ein Fußballstadion im hannoverschen Stadtteil Ricklingen. Das Stadion ist auch unter dem Namen Stadion Mühlenholzweg bekannt. Die Sportstätte bietet den Besuchern im Jahr 2014 etwa 2.000 nutzbare Plätze, davon sind etwa 1.900 Plätze überdacht. Die Plätze befinden sich allesamt auf der Haupttribüne, wobei der südliche Bereich aus einem abgezäunten Gästebereich mit Sitz- und Stehplätzen besteht, der über einen eigenen Stadionzugang verfügt. Das Dach der Haupttribüne wird von fünf Stahl-Pylonen getragen.
Neben der im mittleren Bereich mit Einzelsitzen und Bänken versehenen Haupttribüne ist auch die unüberdachte Gegengerade mit vier Kunststoffsitzreihen im mittleren Bereich ausgestattet. Die Gegengerade ist jedoch baufällig und daher gesperrt. Hinter den Toren befinden sich keine Tribünen. Um das Stadion sind weitere Sportanlagen wie Fußball- und Tennisplätze angelegt.
Der Besitzer und Hauptnutzer der Spielstätte sind die Sportfreunde Ricklingen, die von 1996 bis 1999 in der Fußball-Regionalliga Nord, der damals dritthöchsten Spielklasse, spielten und heute (Saison 2021/22) in der achtklassigen Kreisliga antreten.
Von 2012 bis 2016 spielte die zweite Mannschaft von Hannover 96 aus Kostengründen im Ricklinger Stadion. Das Stadion war bis auf wenige Kleinigkeiten regionalligatauglich, die Kosten für die Nachbesserungen trug Hannover 96. Nach Fertigstellung des neuen Eilenriedestadions im Herbst 2016 zog sie wieder dorthin zurück.
Seit 2017 nutzen die American Footballer der Hannover Grizzlies das Beekestadion als ihre Heimspielstätte.